# Espuela (botánica)

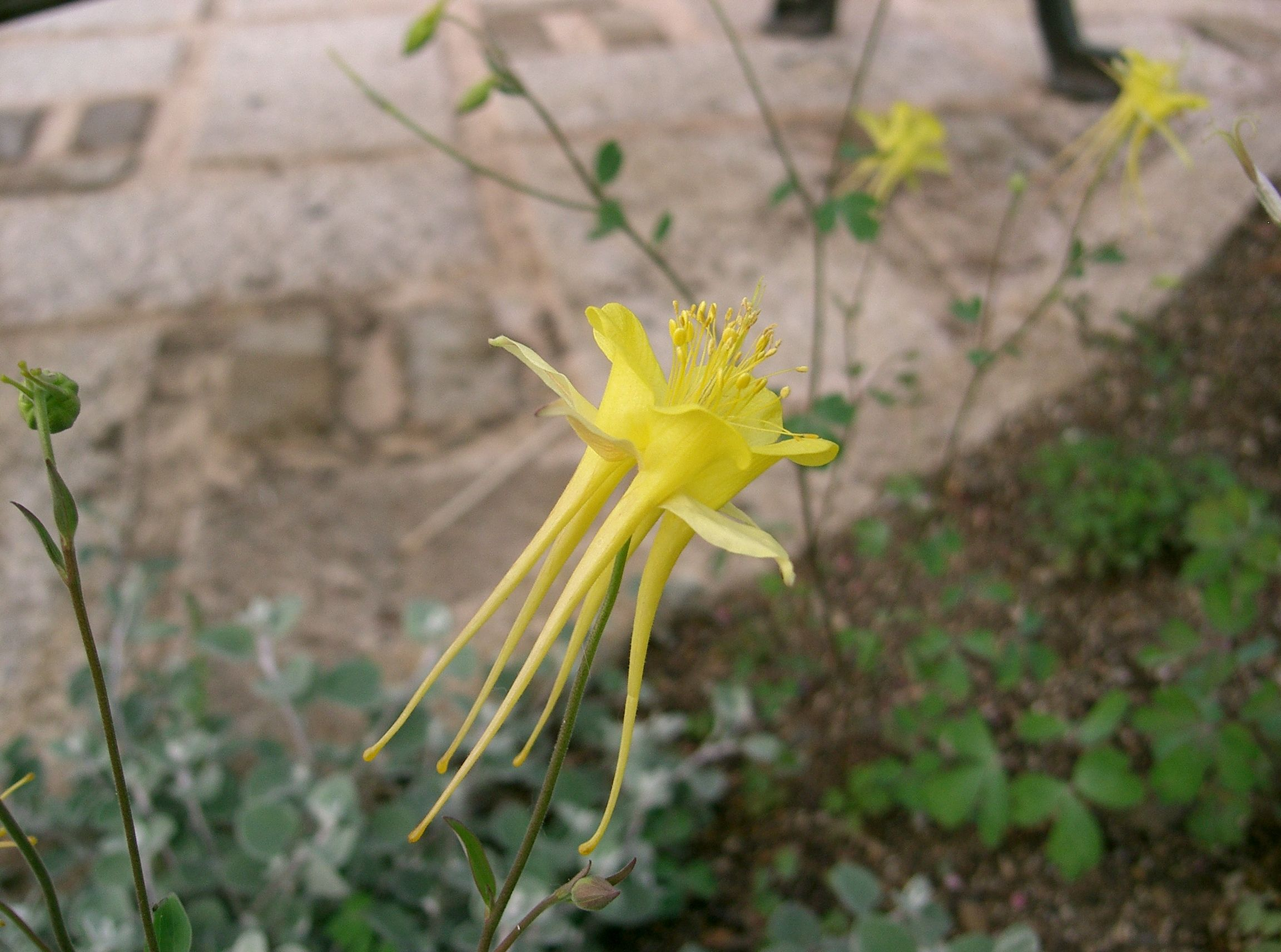
Espuelas características de Aquilegia chrysantha.

Una  espuela  en botánica es una estructura  existente en ciertas plantas:  es un elongado sépalo  con su borde final.  Esta estructura puede tener de 1-10 mm de longitud, y está típicamente en el centro de un número par de sépalos.  Ejemplos de fanerógamas con esta estructura son los géneros Delphinium  y  Piperia.  La estructura es útil para distinguir especies de ciertos géneros; por ej., la Piperia yadonii no puede identificarse fácilmente de  otras Piperia salvo por su espuela desusadamente corta.
En una planta tropical carnívora del género Nepenthes, la espuela es un pequeño apéndice en la base del reservorio.